# Obóz pracy w Trawnikach

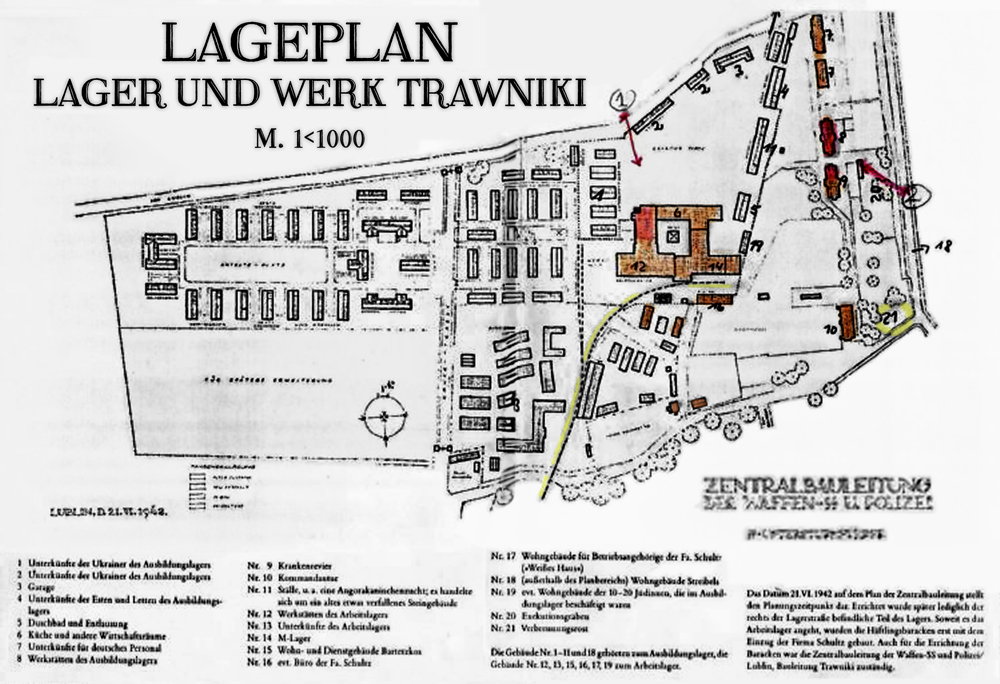
Plan obozu w Trawnikach

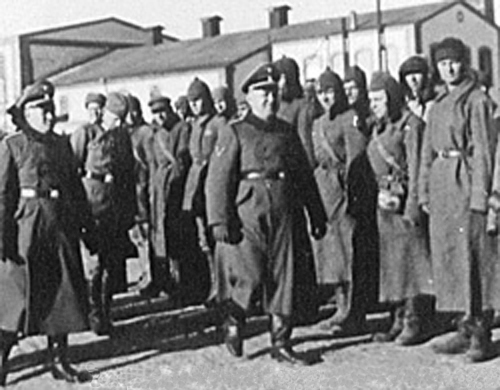
Komendant obozu Karl Streibel

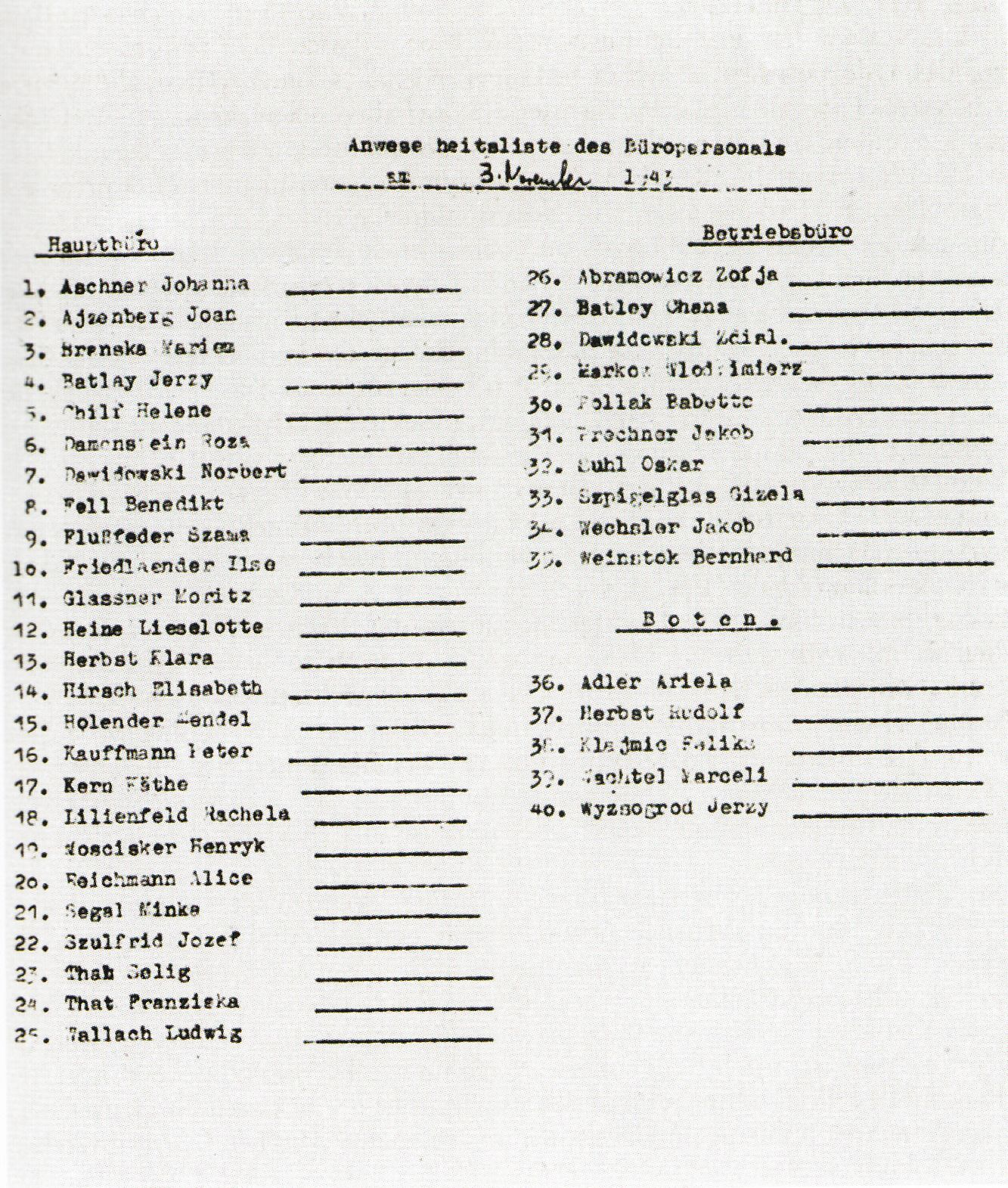
Lista żydowskich pracowników zatrudnionych w biurze obozu w Trawnikach przygotowana 3 listopada 1943, wszyscy zostali zamordowani tego samego dnia

Obóz pracy SS w Trawnikach (niem. SS-Arbeitslager Trawniki) – niemiecki hitlerowski obóz pracy przymusowej funkcjonujący w ramach „Einsatz Reinhardt” w latach 1941–1943, w miejscowości Trawniki na terenie Generalnego Gubernatorstwa w dystrykcie lubelskim.

## Historia obozu
Obóz pracy był jednym z elementów kompleksu obiektów tworzonych od 1939 roku na terenie Trawnik, które zmieniały swoją funkcję, przynależność i strukturę organizacyjną. W różnych okresach znajdowały się tu: obóz jeniecki dla żołnierzy sowieckich, obóz przejściowy dla schwytanych polskich partyzantów z Lubelszczyzny, obóz szkoleniowy SS oraz właściwy obóz pracy dla ludności żydowskiej.
Wiadomo, że w lipcu 1941 roku w obozie pracy znajdowało się ponad 600 więźniów, wśród których większość stanowili Żydzi oraz przedstawiciele innych narodów (Polacy, Rosjanie, Ukraińcy). W okresie od lata 1941 do wiosny 1943 w obozie przebywało ok. 1500 osób. Obóz pracy pełnił różnorodne funkcje – oprócz robót przy wydobywaniu torfu, wyrębie lasu czy budowie dróg, od 1942 roku więźniowie zatrudnieni byli do prac związanych z zagospodarowaniem zagrabionego mienia żydowskich ofiar akcji „Reinhardt”. Wydobywanie torfu odbywało się w oddzielnym, oddalonym od Trawnik o 4 km obozie-filii w Dorohuczy (Torfwerk Dorohucza), gdzie utworzono kopalnię tego surowca (obóz ten pełnił rolę obozu karnego dla więźniów w Trawnikach).
Od wiosny 1943 roku najważniejszym miejscem pracy niewolniczej w obozie w Trawnikach było przedsiębiorstwo futrzarskie, zajmujące się szyciem odzieży na potrzeby wojska. Firma ta, pod nazwą Schultz & Co. im SS-Arbeitslager Trawniki, której właścicielem był gdański przedsiębiorca Fritz Emil Schultz, funkcjonowała od września 1941 roku w warszawskim getcie przy ul. Nowolipie 44/46, gdzie w oparciu o pracę niewolniczą Żydów zaopatrywała armię niemiecką w mundury. Po wybuchu powstania w warszawskim getcie została na rozkaz Reichsführera SS Heinricha Himmlera przeniesiona wraz z więźniami (2848 mężczyzn, 2397 kobiet oraz 388 dzieci) do obozu pracy w Trawnikach. Pod koniec istnienia obozu w Trawnikach w zakładach futrzarskich Schultza zatrudnionych było ok. 6000 osób, Żydów głównie z Polski, ale także z Niemiec, Austrii i Słowacji.
3 listopada 1943 roku w ramach Aktion Erntefest, zamordowano wszystkich więźniów obozu, co zakończyło jego działalność.

## Struktura organizacyjna oraz załoga obozu
Komendantem całego kompleksu w Trawnikach (obóz pracy oraz obóz szkoleniowy SS) był SS-Hauptsturmführer Karl Streibel, ale faktyczną funkcję komendanta obozu pracy pełnił jego zastępca, SS-Oberscharführer Franz Bartetzko (były członek załogi KL Dachau i były zastępca komendanta obozu pracy w Bełżcu). Zastępcą Bartetzki był SS-Scharführer Josef Napieralla, zaś czwartą osobą w obozowej hierarchii był Eugen Lehnart. Procesem produkcyjnym w zakładach futrzarskich zarządzali cywilni pracownicy firmy Schultza (dyrektorzy: Rudolf Neumann i Georg Klimanek), natomiast funkcję strażników pełnili Hiwis – funkcjonariusze z obozu szkoleniowego. Kierownikiem zakładów torfowych w Dorohuczy był SS-Unterscharführer Schlimm (w okresie marzec–październik 1943 był nim SS-Unterscharführer Robert Jührs, członek załogi obozów zagłady w Bełżcu i Sobiborze). Żadna z osób mających związek z funkcjonowaniem SS-Arbeitslager Trawniki nie poniosła po zakończeniu wojny odpowiedzialności karnej. Karl Streibel, Josef Napieralla i czterech innych funkcjonariuszy SS było sądzonych przed niemieckim sądem w Hamburgu w latach 1972–1976, lecz zostali uniewinnieni z powodu braku dowodów. Robert Jührs był sądzony w roku 1966 w Hagen w procesie załogi obozu zagłady w Sobiborze, podczas którego został oskarżony o współudział w zamordowaniu co najmniej 30 żydowskich więźniów (został uniewinniony).

## Warunki pracy i życia w obozie
Od początku funkcjonowania obozu warunki życia były w nim prymitywne, typowe dla ośrodków pracy przymusowej. Składały się na to głodowe dzienne racje żywnościowe (150 g czarnego chleba, wodnista zupa oraz substytut kawy), bardzo złe warunki sanitarne, ciasnota w barakach sypialnych, szerzące się choroby przy braku dostępu do lekarstw. W początkowym okresie (do lata 1943 roku) ogólny rygor życia obozowego był stosunkowo znośny: więźniowie nie byli przeciążeni pracą ponad siły, istniała możliwość zakupu dodatkowego pożywienia w obozowej kantynie lub poprzez handel z okoliczną ludnością, a na terenie obozu odbywały się nawet mecze piłki nożnej. Niemniej jednak zdarzały się akty okrucieństwa – np. kilkoro dzieci, które urodziło się w obozie, zostało zamordowanych przy użyciu zastrzyków. Sytuacja uległa znacznemu pogorszeniu latem 1943 roku. Zaczęło się używanie kar cielesnych, bicie więźniów, stosowanie zbiorowej odpowiedzialności oraz egzekucje (m.in. Bartetzko zastrzelił jednego z więźniów za próbę ucieczki, a dalszych czterech, przy współudziale Napieralli, za posiadanie białego chleba). Jako karę stosowano też wysyłkę do podobozu w Dorohuczy, gdzie warunki życia były jeszcze cięższe, a wyniszczająca praca powodowała wysoką śmiertelność.

## Wymordowanie więźniów i likwidacja obozu
Jesienią 1943 roku, po buntach więźniów w obozach zagłady w Treblince i Sobiborze, Reichsführer-SS Heinrich Himmler wydał rozkaz zamknięcia wszystkich obozów pracy w dystrykcie lubelskim i zamordowania przebywających w nich Żydów. Osobą, która przygotowała i nadzorowała wprowadzenie rozkazu w życie na szczeblu lokalnym, był Dowódca SS i Policji w Lublinie SS-Gruppenführer Jakob Sporrenberg. W rozstrzeliwaniu więźniów brały udział jednostki przeważnie spoza dystryktu lubelskiego i były to m.in. oddziały Policji SS (SS-Polizeiregiment), żandarmerii (SS-Gendarmerie-Bataillon) oraz jednostka SS-manów z KL Auschwitz. Akcji nadano kryptonim „Erntefest” (niem. Aktion Erntefest, pol. Operacja Dożynki).
3 listopada 1943 r. w Trawnikach między 5 a 6 rano pojawiły się jednostki Policji SS i żandarmerii w sile ok. 1100 ludzi, które otoczyły obóz podwójnym kordonem. Było to m.in. 300 członków 1 Kompanii 41 Batalionu Policji (Reserve-Politzeibataillon 41). Załoga obozu szkoleniowego SS oraz obozu pracy w Trawnikach nie brały bezpośredniego udziału w egzekucji. Przebieg wydarzeń z 3 listopada znany jest z zeznań niemieckich pracowników firmy Schultza, polskich mieszkańców Trawnik, którzy obserwowali mord ze strychów swoich domów, oraz żydowskich więźniów, którzy tego dnia znaleźli się poza obozem.
Więźniów zgromadzono na terenie warsztatów, po czym pędzono grupami w stronę obozu szkoleniowego. Tam wszyscy musieli się rozebrać, a następnie byli pędzeni w stronę rowów egzekucyjnych. Rowy te zostały wykopane kilka tygodni wcześniej na rozkaz Franza Bartetzki, rzekomo w celach przeciwlotniczych. Więźniowie byli zmuszani do wejścia do rowów, gdzie przy pomocy broni maszynowej i granatów ich zabijano (kolejne ofiary przed zastrzeleniem musiały położyć się na ciałach więźniów już zabitych). Z ustawionych specjalnie głośników nadawana była głośna muzyka (jej dźwięki słychać było poza obozem), która miała zagłuszyć odgłosy strzałów i jęki mordowanych więźniów. Egzekucje wykonano także w ten sam sposób na ok. 1000–1500 więźniach z podobozu w Dorohuczy, którzy tego dnia zostali przyprowadzeni do Trawnik. Cała operacja mordowania zakończyła się ok. godziny 15. Według różnych szacunków podczas Aktion Erntefest w Trawnikach zginęło od 6000 do 12000 Żydów (mężczyzn, kobiet i dzieci). Prawdopodobnie kilku więźniom udało się tego dnia uciec, a nieznanej liczbie osób ukryć na terenie obozu. Tuż po egzekucji komendant Streibel zarządził przeszukanie terenu obozu pod kryptonimem Nachlese (Pokłosie). Tych, których znaleziono, rozstrzeliwano.
Zaraz po egzekucji sprowadzono z fabryki marmolady w Milejowie ok. 100 mężczyzn, których zadaniem było spalenie zwłok zabitych więźniów, oraz 54 kobiety przeznaczone do sortowania ubrań po ofiarach oraz innych prac pomocniczych w obozie szkoleniowym SS (grupa tych kobiet była wcześniej więźniarkami DAW Lublin, podobozu KL Lublin, mieszczącego się na terenie dawnych zakładów lotniczych Plage i Laśkiewicza przy ul. Chełmskiej w Lublinie). Palenie zwłok odbywało się na łące obok obozu na stosach spaleniskowych z szyn kolejowych. Po wykonaniu swojego zadania członkowie z męskiego komanda zostali na rozkaz komendanta Streibla rozstrzelani. Więźniarki z kobiecego komanda pracowały w obozie do maja 1944 roku, gdy wywieziono je do KL Lublin na Majdanku. Większość z nich przeżyła wojnę.
Z powodu utraty siły roboczej firma Schultz & Co. zaprzestała działalności, po spaleniu zwłok i likwidacji męskiego komanda przystąpiono do likwidacji obozu pracy. Baraki po zdemontowaniu (także te z Dorohuczy) wysłano do różnych obozów koncentracyjnych, m.in. w Płaszowie i Bliżynie.